# Mañana no debe seguir siendo esto
Mañana no debe seguir siendo esto es un disco documental grabado en noches de julio de 2007 en Estudios ION, Buenos Aires. Grabación, mezcla y mastering por Mario Breuer

En Mañana no debe seguir siendo esto el amor es la constante, el eje de las doce sentidas canciones; como constante es su gusto por los aires folclóricos en muchos pasajes. Todo tiene un por qué: “Una vez descubrí que alguien en un blog escribió anónimamente ‘Ahí está Gabo y su mariconada del amor’; por eso decidí dedicarle un disco completo al tema. ¿Por qué? Porque el amor no fue, es ni será un tema menor. Hay gente que se sostiene por y en él y tantos otros han muerto en nombre suyo. ¡¿Cómo que hablar de amor es marica?! El tratamiento de algunos y algunas –sobre todo del pop latino o ciertos subgéneros de la canción– lo realizan de manera liviana, pero el amor como problema
de liviano no tiene nada; y de marica muchísimo menos. En mi caso, quise emparentarme con lo sublime del amor, quiero decir, con lo bello y lo aterrador del problema del amor”.
Gustavo Álvarez Núñez,
Revista LaCentral Nº5 Segunda Epoca (Marzo de 2008)

## Canciones
1. Para traerte a casa (3:51)
2. El cuadro de mi daño (2:06)
3. Cuando el amor no entra (2:06)
4. Un par de cositas nuestras (2:25)
5. Toda el agua del mundo (3:40)
6. Tu amor es como el hambre (2:44)
7. Sobre el camino (3:10)
8. Que llegue la noche (3:43)
9. Madre despierta (3:11)
10. Por tus ojos (4:20)
11. De paso (3:58)
12. Aquí tus manos (4:56)

## Personal
- Gabriel Gabo Ferro: composiciones, voz, guitarra
- Claudio Lafalce: guitarras, mandolina
- Bruno Delucchi: piano
- Diego Goldszein: contrabajo
- Diego Moller: violín
- Rogelio Jara: percusión